# ثنائي فلوريد متعدد الفينيليدين

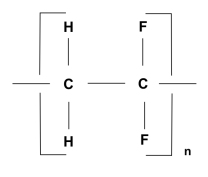
ثنائي فلوريد متعدد الفينيليدين

PVDF أو ثنائي فلوريد متعدد الفينيليدين (بالإنجليزية: Polyvinylidene Difluoride)‏ هي مادة بلاستيك حراري متعددة-الفلور نقي pure thermoplastic fluoropolymer. وأيضاً تعرف بأسامي KYNAR® أو HYLAR®.
تعتبر مادة الـ بي في دي اف من أشهر أنواع الصناعات الألمانية وهي عبارة عن مادة بلاستيكية متعددة الاستخدام أبرزها عمل التغطيات الافقيه والعمودية

## الطلاء PVDF
إن لوحة الألمنيوم المركبة الفلوروكربونية مصنوعة من رانتج فلوروكربوني مع خميرة الفلور ، استر الكحول المذيبات وعامل الاكسسوار . هيكل جزيئي في طلاء هو دهان ، يمكن أن توفير لوحة مركبة مع مقاومة للطقص بالقوة العالية . ينقسم طلاء الفلوروكربونية إلى طلاء الفلوروكربونية التقليدية.
طلاء الفلوروكربونية التقليدية مصنوع من الفلوروكربونية KYNAR500 وتصليبه إلى الفيلم على سطح لعد ثلاث طبقات الطلاء . إن طلاء فائقة الجودة يمكن توفير لوحة الألمنيوم مع مقاومة للحمض ومقاومة للقلويات . إن الطلاء PVDF لا يوجد أضعف اللون غير طبيعية في غضون 15 إلى 20 سنة . وهي أكثر قابلية للتطبيق للديكور الخارجي للأبنية وديكور الجدار من المشاريع الإنشائية الكبرى التي ارتفاع الطلب على مقاومة الطقس

## المميزات
لوحة الألمنيوم المركبة PVDF تمتاز بوزن خفيف ، قوة عالية ، صلابة صارمة ، مقاومة للصدم ، ممتازة للتسطيح والنعومة ، عزل حراري ، عازل الصوت ، مقاومة للحمض والقلويات ، الألوان المتنوعة إلخ .
بالإضافة إلى ذلك ، لوحة الألمنيوم المركبة سهولة للتجهيز وسريعة الثابتة . مرونتها جيدة تجعل من تصلح لمختلفة التصاميم. وهي صيانة بسيطة وتنظيف سهل .
من أشهر مميزات الـ PVDF الفلوريد متعدد الفينيليدين
| نوع الـ pvdf        | السماكة                                   |
| ------------------- | ----------------------------------------- |
| سماكة اللوحة        | 3mm,4mm.5mm,6mm                           |
| عرض اللوحة          | 1000mm,1220mm,1250mm,1350mm,1500mm,1570mm |
| طول اللوحة          | 2440mm-5800mm                             |
| سماكة جلد الألمنيوم | 0.25mm,0.30mm,0.35mm,0.40mm,0.45mm,0.50mm |
| الدهان              | البولي أستر                               |
| اللب                | PE اللب                                   |
| pvdf البديل         | وزن 1050 أو 950 ج/م                       |

## تطبيقات الاستخدام
1 حائط بنائي خارجي
2 تجديد وديكور مباني قديمة متعددة طبقات
3 لوحة الإعلان ، تزيين المتجر ، منصات العرض واللافتات
4 الألواح umbrellas السقوف عن أنفاق؛ أعمدة دائرية للاستخدام الخارجي
5 لوحة الألمنيوم المركبة PVDF هي مواد مثالية لغاية صناعية

## لوحة pvdf الألمنيوم المركبة
لوحات الألمنيوم المركبة يمكن تصنيعها بعدة وظائف وفق الحاجة. على سبيل المثال, يوجد هناك لوحات الألمنيوم المركبة المقاومة للحرائق، المقاومة للبكتيريا و الاستاتيكيه إلخ... تصنيفا بالمعالجة السطحية, هناك ألواح الألمنيوم الجرانيت المركبة، ألواح الألمنيوم المركبة المصقول بالفرشاة و لوحات الألمنيوم المرئية المركبة و لوحات الألمنيوم البلاستيك المحمصة, وأكثرمن ذلك.